# Sulfametizol
Sulfametizol – organiczny związek chemiczny, antybiotyk z grupy sulfonamidów stosowany w leczeniu zakażeń układu moczowego wywołanych przez pałeczkę okrężnicy.
Sulfametizol jest konkurencyjnym inhibitorem syntetazy dihydropteroilowej, w wyniku czego kwas p-aminobenzoesowy nie może zostać wykorzystany do syntezy kwasu foliowego.